# Fusch an der Großglocknerstraße
Fusch an der Großglocknerstraße ist eine Gemeinde mit 749 Einwohnern (Stand 1. Jänner 2024) und ein Dorf im Bezirk Zell am See (Pinzgau) im Land Salzburg in Österreich.

## Geografie

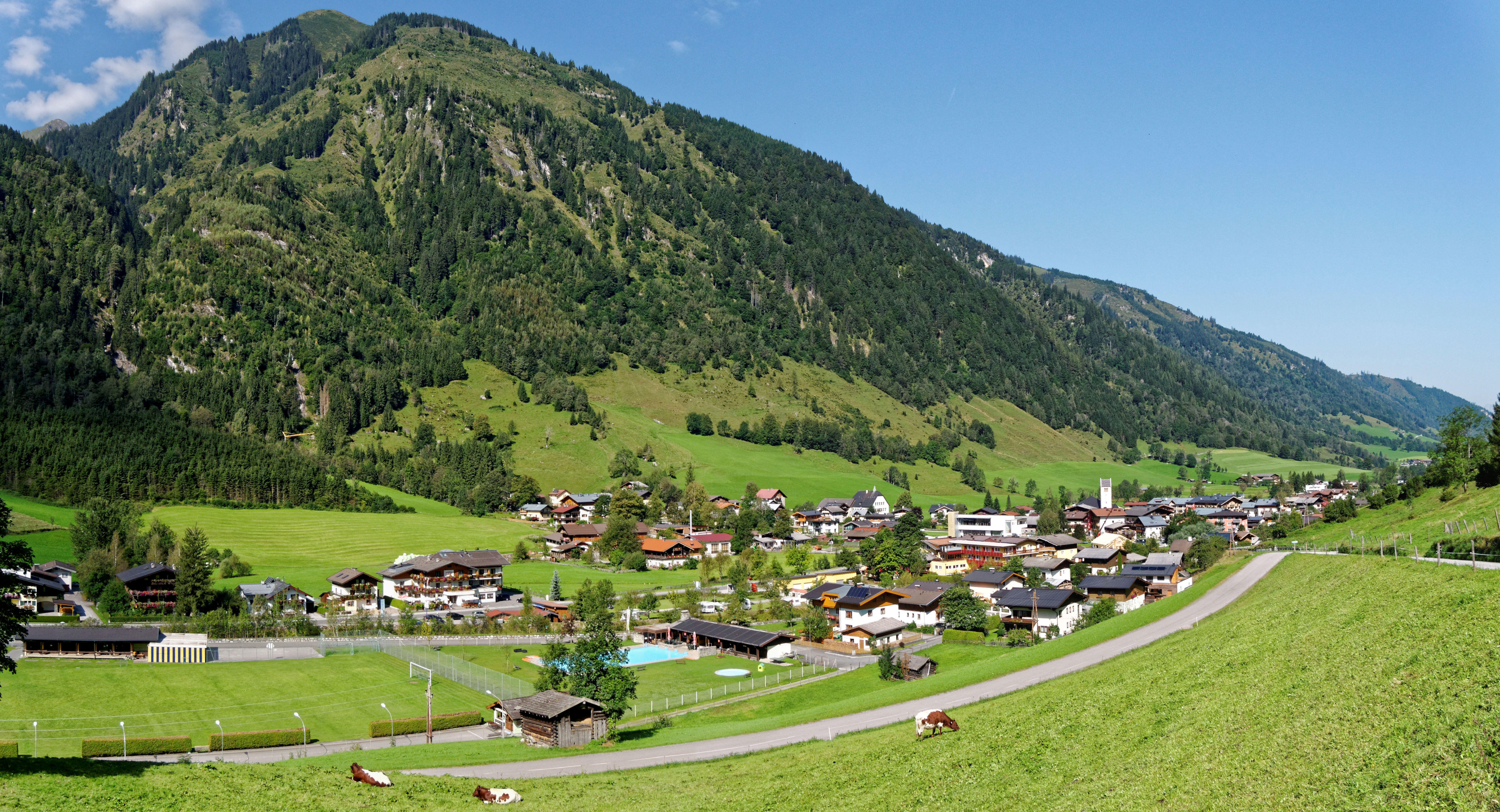
Blick von Südosten und

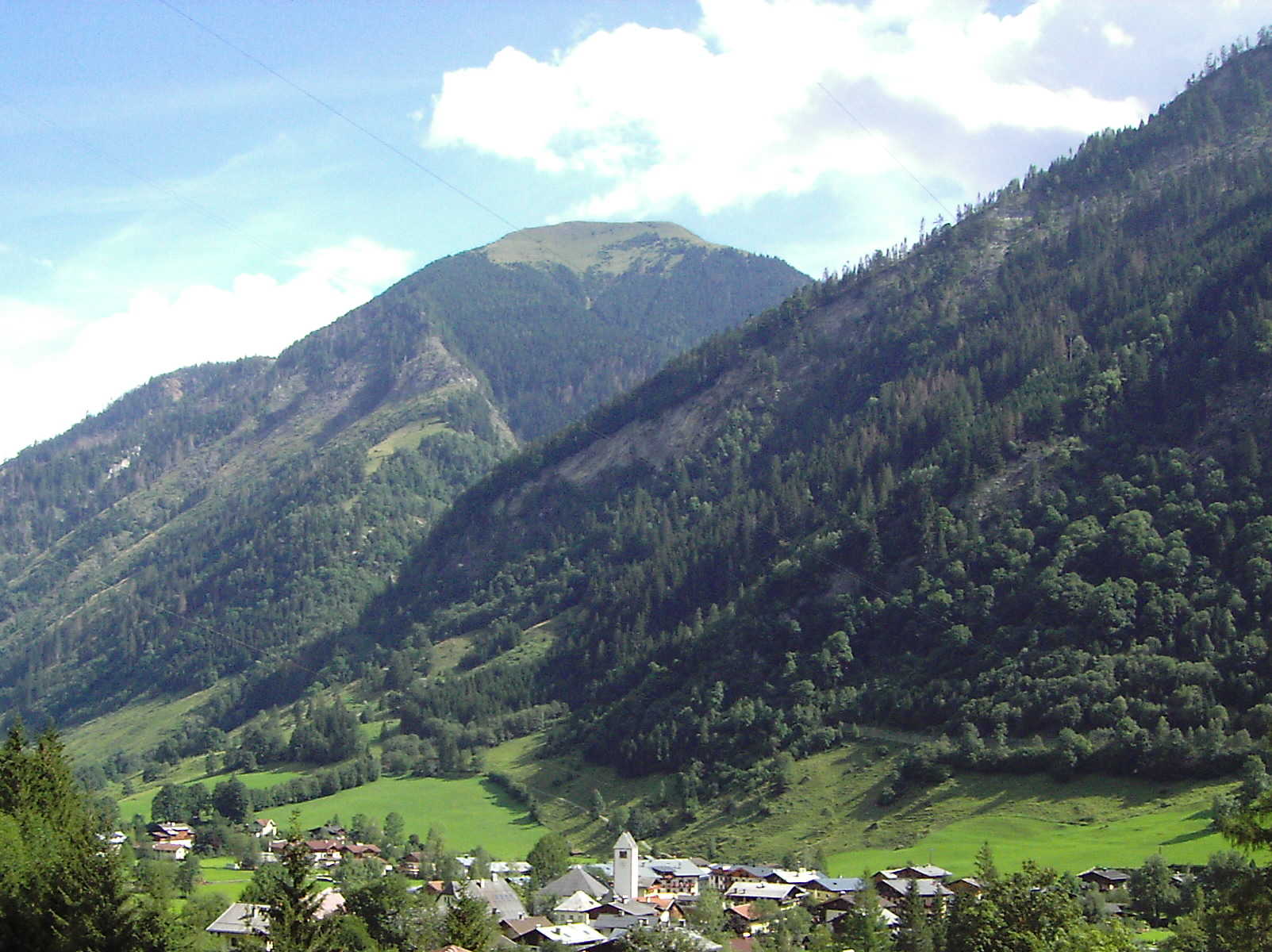
Südwesten auf den Ort

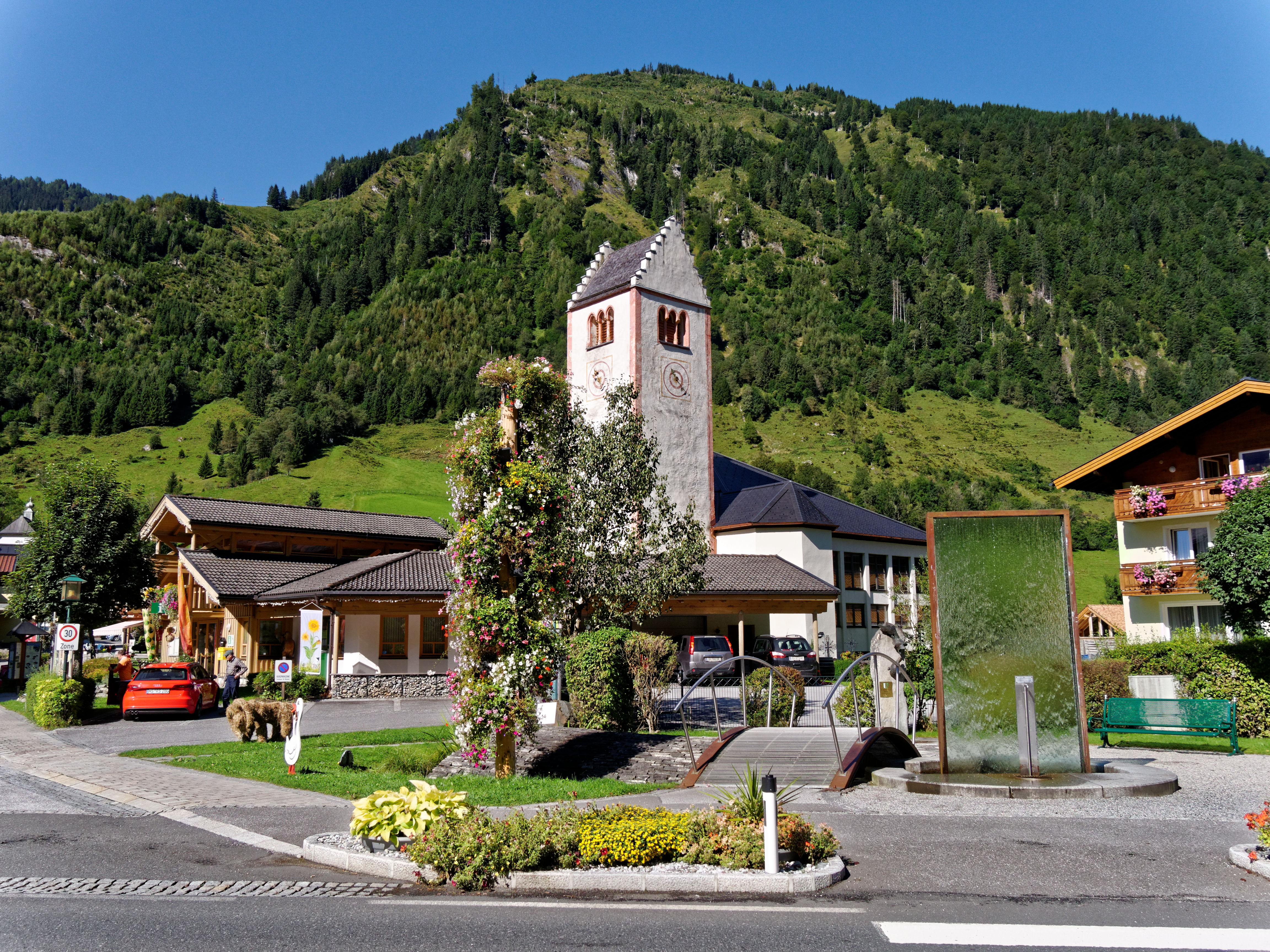
Ortszentrum

Das nach Norden verlaufende Fuscher Tal, eines der Tauerntäler, liegt nördlich des Alpenhauptkammes zwischen dem Kapruner Tal (im Westen) und dem Raurisertal (im Osten) und ist ein Seitental des Salzachtales. Im Fuscher Tal fließt die Fuscher Ache nach Norden in die Salzach.
Vom Alpenhauptkamm bahnt sich die Fuscher Ache ihren Weg nach Norden, ausgehend von der Quelle, vom obersten Abschnitt des Fuscher Tales – dem Käfertal – durch Ferleiten und den Ortsteil Fusch, bis sie schließlich im Norden in Bruck an der Glocknerstraße 2 km nördlich des Fuscher Gemeindegebietes in die Salzach mündet. Durch das Fuscher Tal und das im Talschluss gelegene – und ebenfalls zu Fusch gehörende – Ferleiten führt die Großglockner-Hochalpenstraße, eine bekannte Panoramastraße und beliebtes Ausflugsziel.
In einem Seitental des Fuscher Tales findet man auf 1188 m ü. A. die Siedlung Bad Fusch, ein im 18. und 19. Jahrhundert unter dem Namen St. Wolfgang bekannter Höhenkurort, der allerdings heute stark verfallen ist und nur mehr als Ausflugsziel genutzt wird. Hier finden sich zahlreiche Quellen, denen teilweise heilende Wirkung nachgesagt wird. Nachdem hier Erzbischof Friedrich Kardinal Schwarzenberg 1829 erstmals kurte, förderte dieser den Kurort. Bad Fusch gehörte im 19. Jahrhundert zu den bekanntesten Höhenkurorten Österreichs und konnte sich mit Bad Gastein messen. Allerdings verfiel der Ort infolge der Insolvenz des einzigen verbliebenen Großhotels nach 1945 und besteht heute nur noch aus Ruinen und einer in den 1990er Jahren restaurierten Kirche.
Weite Teile des Tales gehören zum Nationalpark Hohe Tauern und unterliegen damit besonders strengen Naturschutzbestimmungen.
Erd- und Felsrutsch 2017
An einem Hang, der schon 2004 rutschte und danach mit 700.000 € Kosten gesichert wurde, trat am 13. Februar 2017 – ausgelöst durch Erwärmung nach Frost – wieder eine Rutschung auf, die Felsblöcke herunterrollen hat lassen. Zwei Häuser am Hang darunter liegen in der Gefahrenzone. Sie durften schon seit der Hangsicherung nicht mehr dauerhaft bewohnt, sondern nur mehr vorübergehend besucht werden. Das ist nun vorbei, nun ist deren Bauplatzerklärung als erloschen erklärt worden.
Weiters ist die Gemeindestraße nach Bad Fusch gesperrt worden. Der Landesgeologe erhält täglich zur selben Zeit ein Foto und beurteilt danach die Lage. Der Bürgermeister hofft die Straße am Ende der Frosttauperiode wieder öffnen zu können, die in dieser Jahreszeit sonst typisch von Skitourengehern und Jägern benützt wird.

### Gemeindegliederung
Das Gemeindegebiet umfasst folgende zwei Ortschaften (in Klammern Einwohnerzahl Stand 1. Jänner 2024):
- Taxenbacher-Fusch (218) samt Ferleiten und Fusch an der Glocknerstraße
- Zeller-Fusch (531) samt Bärenwirt, Fusch an der Glocknerstraße und Judendorf

Die Gemeinde besteht aus der Katastralgemeinde Fusch.

### Nachbargemeinden
|        | Bruck an der Großglocknerstraße             | Taxenbach |
| Kaprun | Kompassrose, die auf Nachbargemeinden zeigt | Rauris    |
|        | Heiligenblut (SP)                           |           |

## Geschichte
Das Fuscher Tal bildet das nördliche Ende eines alten Passweges über die Alpen, der bereits in keltischer Zeit als Saumpfad benutzt wurde. In der Nähe des Hochtors wurden keltische und römische Münzen gefunden, sowie das höchstgelegene europäische Heiligtum mit einer kleinen Herkules-Statue. Ob es in dieser Zeit bereits eine Ortschaft im Tal gab, ist nicht dokumentiert, allerdings sind zumindest Unterkünfte für Händler, die am Hochtor den Alpenhauptkamm überquerten, wahrscheinlich. In Fusch selbst gibt es Gewölbereste aus dem Mittelalter. Mit dem mittelalterlichen Bergbau dürfte eine größere Zahl an Bergknappen in das Tal gekommen sein. Als wichtigste Siedlung im Tal galt jedoch spätestens seit der frühen Neuzeit St. Wolfgang, das spätere Bad Fusch, das vor Beginn des Kurtourismus v. a. vom Silberbergbau auf dem Kühkarkopf lebte. Der heutige Ortskern war zu diesem Zeitpunkt kaum besiedelt und dürfte noch teilweise unbewohnbares Sumpfgebiet gewesen sein. Der Ort selbst war administrativ lange Zeit zwischen Taxenbach und Zell am See geteilt, was sich bis heute in Hausnummern mit den Buchstaben Z (für Zeller Fusch) und T (für Taxenbacher Fusch) widerspiegelt. Als selbstständige Gemeinde wurde der Ort fast durchgehend (mit Ausnahme der NS-Zeit) von christlichsozialen bzw. konservativen Bürgermeistern regiert. Der wirtschaftlich abseits gelegene Ort profitierte stark durch den Bau der Großglockner-Hochalpenstraße, liegt aber außerhalb der Sommermonate immer noch abseits der großen Tourismusrouten.
In der lange bäuerlich geprägten Gesellschaft wurden – wie in anderen ländlichen Regionen Österreichs – während des Zweiten Weltkriegs Zwangsarbeiter aus Osteuropa bei Bauern eingesetzt. Zu Kriegsende suchten mehrere NS-Kriegsverbrecher Zuflucht im Ort, der zur von NS-Seite proklamierten – aber nie realisierten – Alpenfestung gehörte. Von 1945 bis 1955 gehörte der Ort zur US-Besatzungszone. Der wachsende Fremdenverkehr seit den 1960er Jahren brachte dem Ort einen gewissen Wohlstand, der jedoch nicht mit den großen Tourismuszentren in der Region mithalten kann und dem Ort damit auch Verbauungen mit großen Schigebieten ersparte. Wie in vielen ländlichen Regionen Österreichs ist seit den 1990er Jahren mit der Schließung von Geschäften, dem Postamt oder dem Gendarmerieposten ein gewisser Verfall der ländlichen Infrastruktur zu beobachten. Zugleich brachte der Nationalpark Hohe Tauern und eine kleine damit verbundene Ausstellung oder der Umbau der Mühlauersäge in ein Schausägewerk erste Impulse für einen ökologisch und kulturell interessierten Tourismus.

## Kultur und Sehenswürdigkeiten

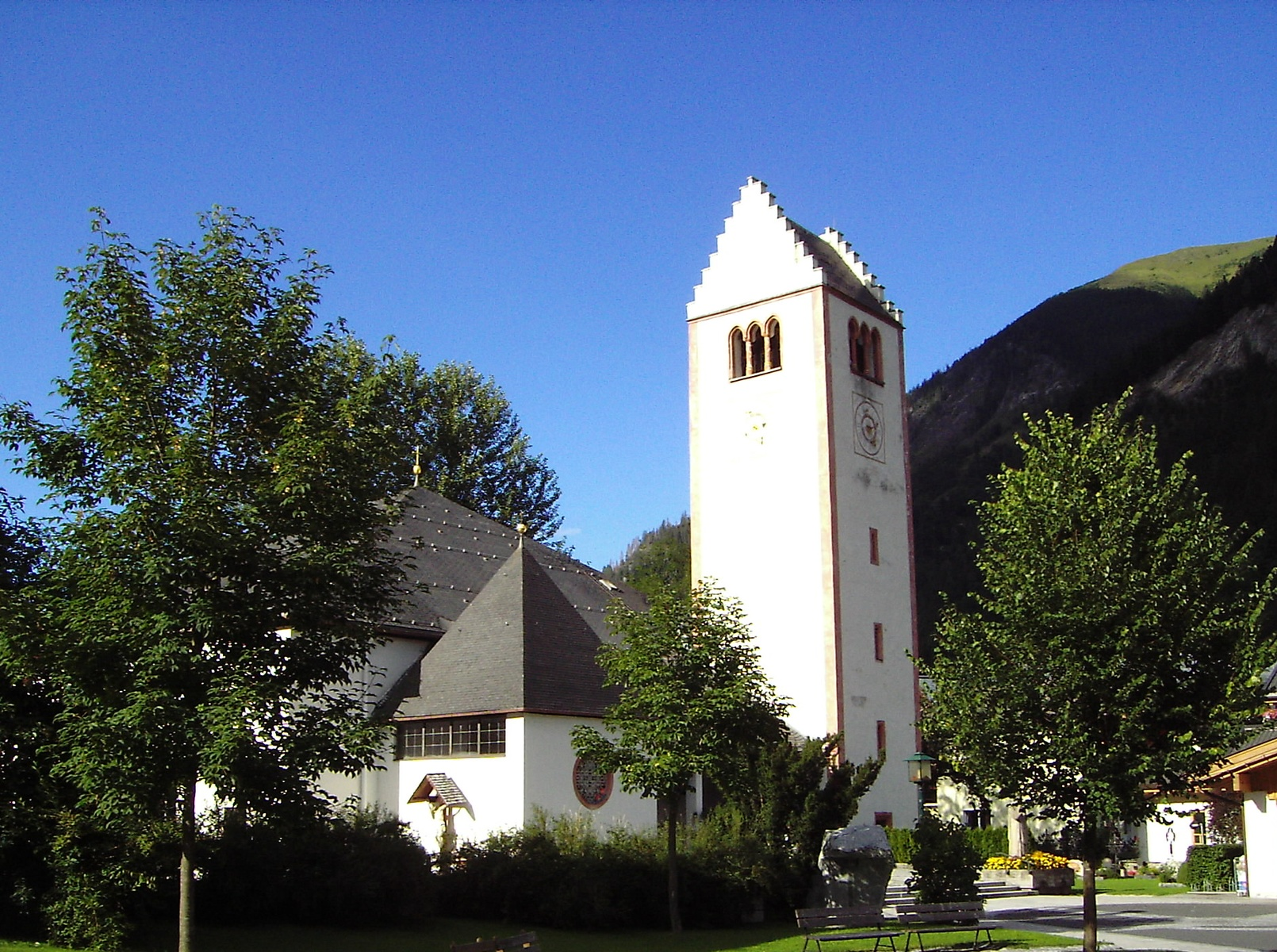
Pfarrkirche Fusch an der Großglocknerstraße

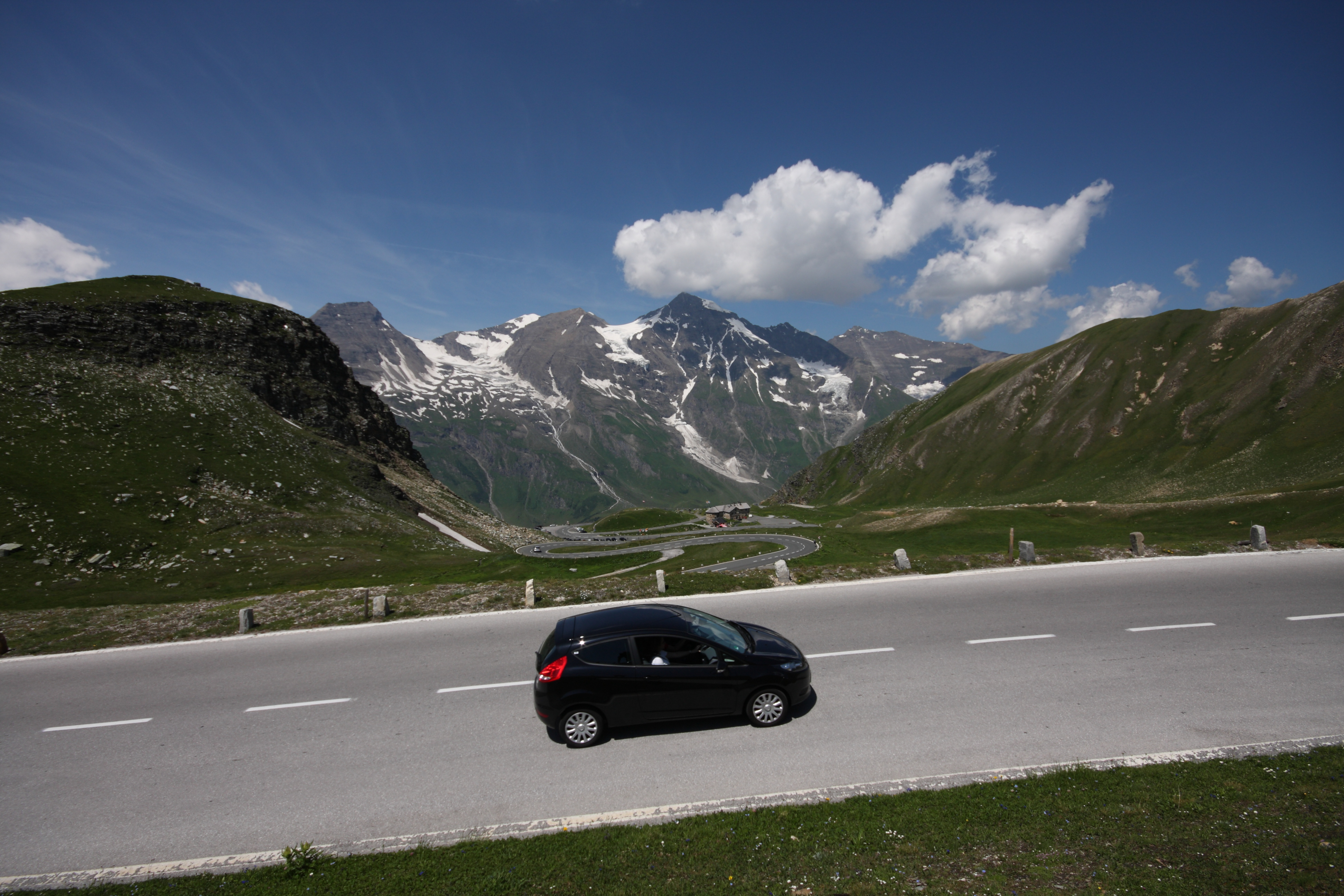
Großglockner-Hochalpenstraße

Von der alten Bausubstanz des Dorfes ist nur wenig erhalten. Die traditionelle bäuerliche Architektur lässt sich nur noch außerhalb des Ortskerns bei einigen wenigen verstreuten Höfen sehen. Der älteste Hof stellt wahrscheinlich das alte Bauernhaus in der Nähe der Embachkapelle zwischen dem Ortskern und Ferleiten dar. In Fusch gibt es neben der katholischen Pfarrkirche hll. Ägidius und Martin, bei der allerdings nur noch der Kirchturm als Teil der alten Kirche erhalten ist, drei weitere historische kleine katholische Kirchen bzw. Kapellen: Die 1630 errichtete Wegkapelle hl. Katharina bei Ferleiten, die Hubertus- bzw. Wolfgangs-Kapelle und die Embachkapelle zwischen dem Ortszentrum und Ferleiten. Sehenswert sind außerdem die alten Hotel- und Kuranlagen im ehemaligen Kurort Bad Fusch, eine der wenigen 'Geisterstädte' der österreichischen Alpen. Mittlerweile wurde dort durch die Gemeinde eine kleine Kneippanlage errichtet. Die Umgebung eignet sich für Spaziergänge und Wanderungen.
- Katholische Pfarrkirche Fusch an der Großglocknerstraße Hll. Ägydius und Martin
- Mühlauersäge

## Wirtschaft und Infrastruktur
Im Jahr 2011 gab es in der Gemeinde 31 Arbeitsplätze in der Landwirtschaft, 48 im Produktionssektor und 105 im Dienstleistungssektor. Von den 341 Erwerbstätigen, die 2011 in der Gemeinde wohnten, arbeiteten rund 100 in Fusch, über siebzig Prozent pendelten aus.

## Politik

### Gemeinderat
| Gemeinderatswahl 2024Wahlbeteiligung: 67,6 % 1009080706050403020100 100,0 % (+24,40 %p)n. k. % (−15,8 %p)n. k. % (−8,6 %p) ÖVPSPÖFPÖ20192024 |

Die Gemeindevertretung hat 9 Mitglieder.
- Mit den Gemeindevertretungs- und Bürgermeisterwahlen in Salzburg 2004 hatte die Gemeindevertretung folgende Verteilung: 6 ÖVP, und 3 SPÖ.
- Mit den Gemeindevertretungs- und Bürgermeisterwahlen in Salzburg 2009 hatte die Gemeindevertretung folgende Verteilung: 5 ÖVP, und 4 SPÖ.
- Mit den Gemeindevertretungs- und Bürgermeisterwahlen in Salzburg 2014 hatte die Gemeindevertretung folgende Verteilung: 5 ÖVP, 2 FPÖ, und 2 SPÖ.
- Mit den Gemeindevertretungs- und Bürgermeisterwahlen in Salzburg 2019 hatte die Gemeindevertretung folgende Verteilung: 8 ÖVP, und 1 SPÖ.[5]
- Mit den Gemeindevertretungs- und Bürgermeisterwahlen in Salzburg 2024 hat die Gemeindevertretung folgende Verteilung: 9 ÖVP.[6]

### Bürgermeister
- 1945–1974 Isidor Grießner (ÖVP)[7]
- 1974–1991 Siegfried Embacher (ÖVP)[8]
- 1991–2014 Leonhard Madreiter (ÖVP)[9]
- seit 2014 Hannes Schernthaner (ÖVP)[10]

### Wappen
Die Blasonierung des Gemeindewappens lautet: In einem grünen Schild ein rechter silberner Seitenpfahl, daneben links ein rotbewehrter goldener Bär.

## Persönlichkeiten

### Ehrenbürger
- Siegfried Embacher (1928–2023), Bürgermeister von Fusch an der Großglocknerstraße 1974–1991[12]
- Leonhard Madreiter (* 1944), Bürgermeister von Fusch an der Großglocknerstraße 1991–2014

### Söhne und Töchter der Gemeinde
- Gerhard Garstenauer (1925–2016), Architekt
- Georg Griessner (1948–2011), Präsident des Salzburger Landtags

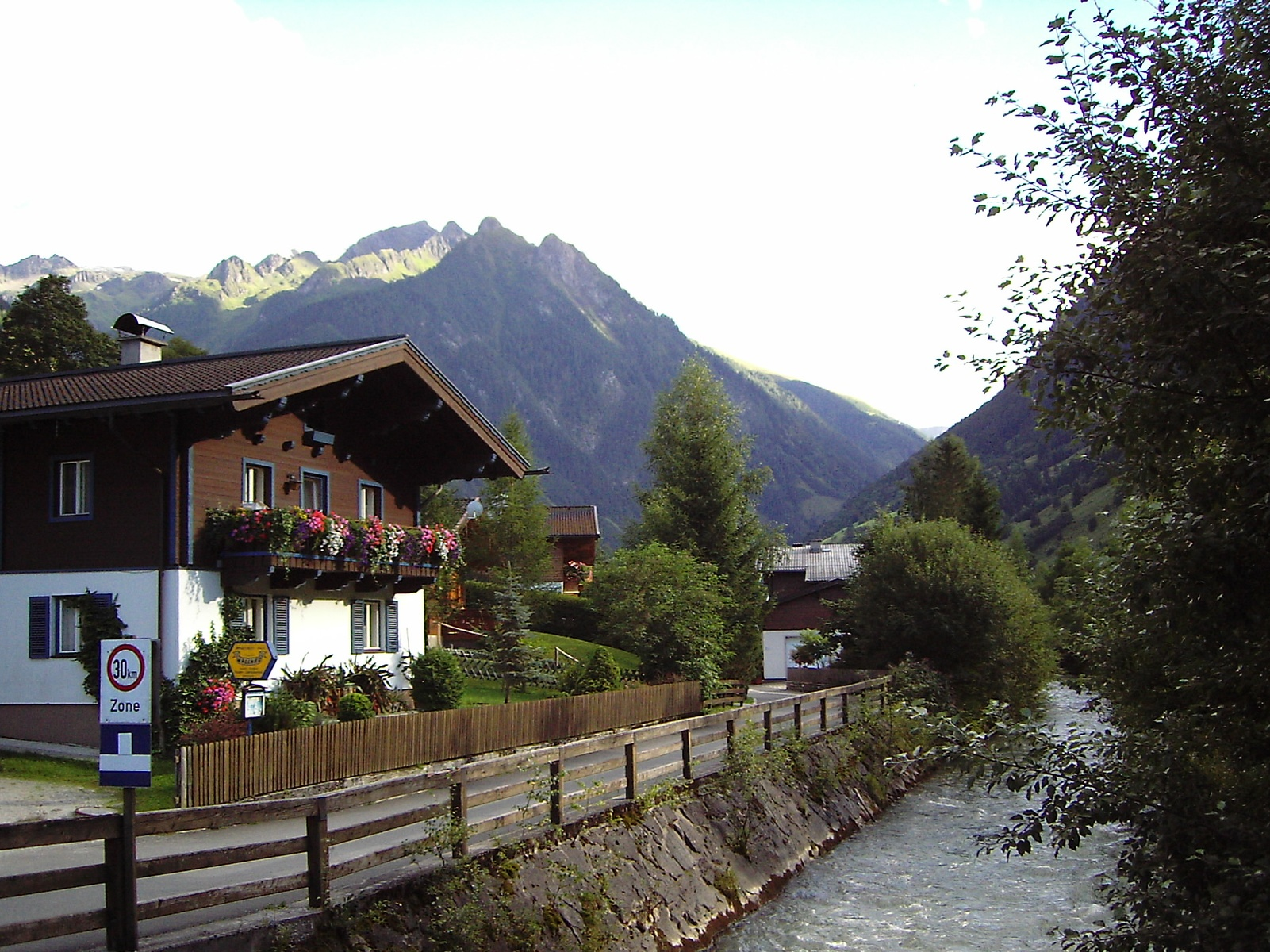
Die Fuscher Ache (Blick Richtung Süden)
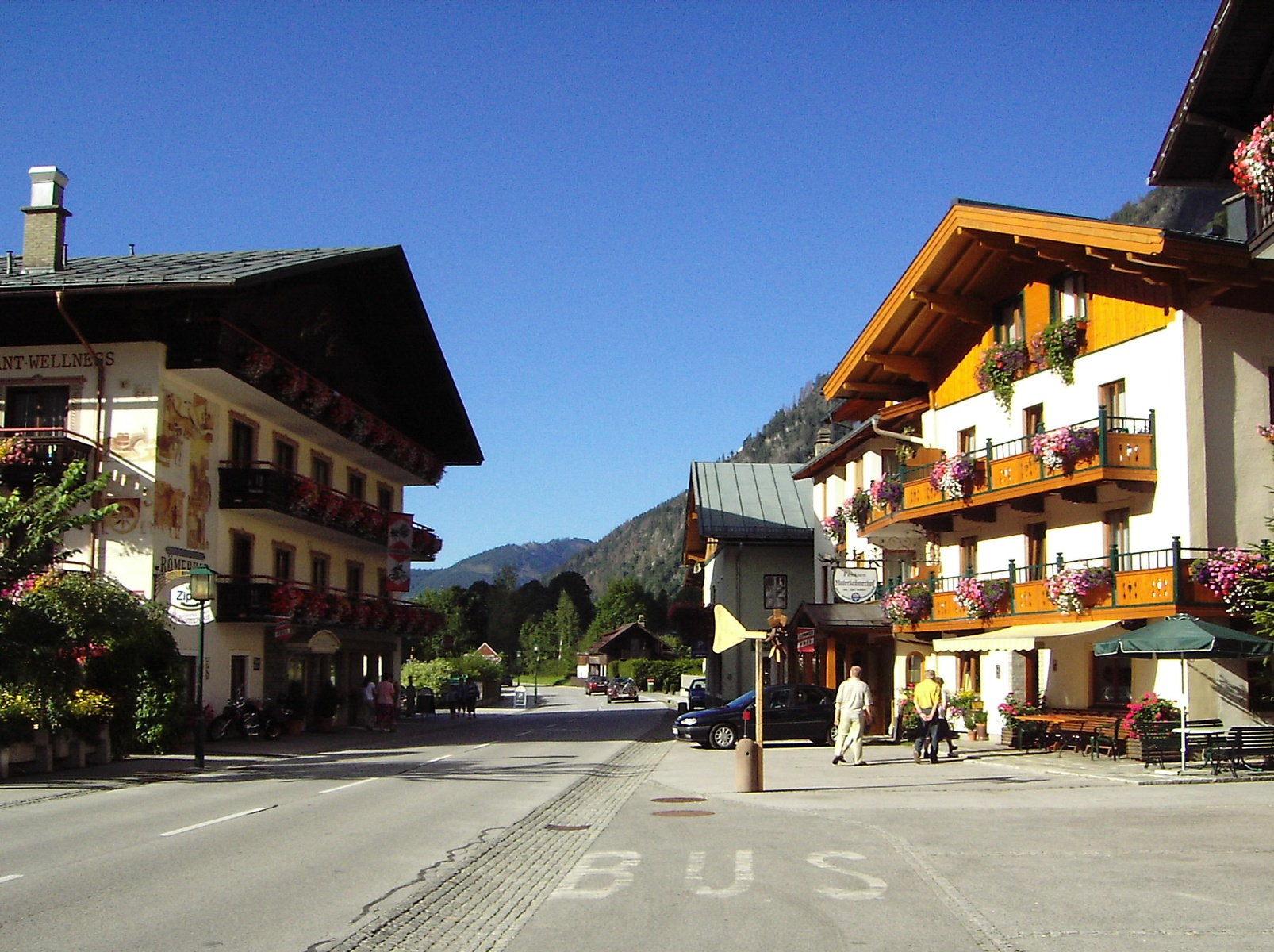
Ortsmitte mit typischen Häusern
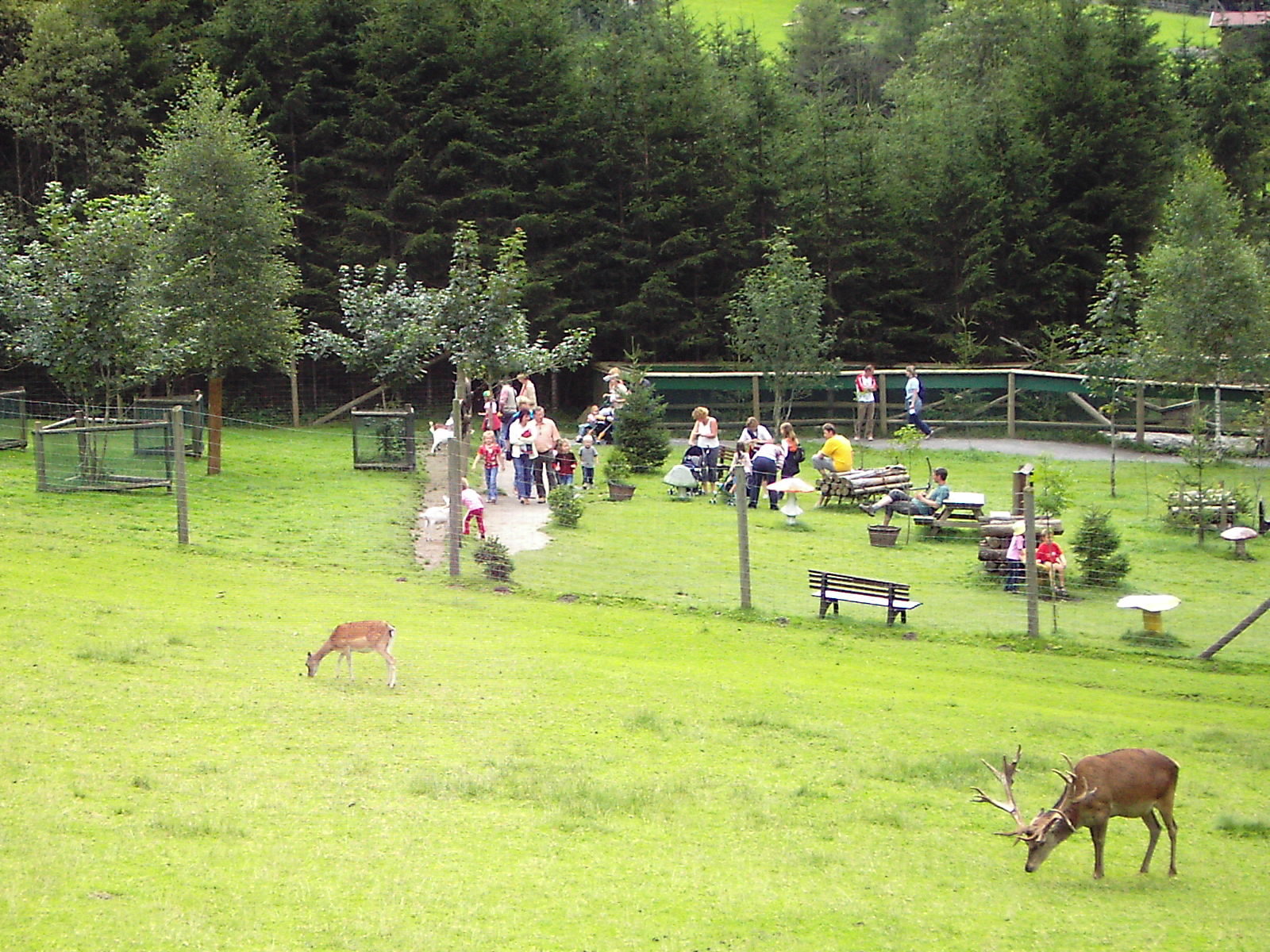
Wildpark Ferleiten (zu Fusch)
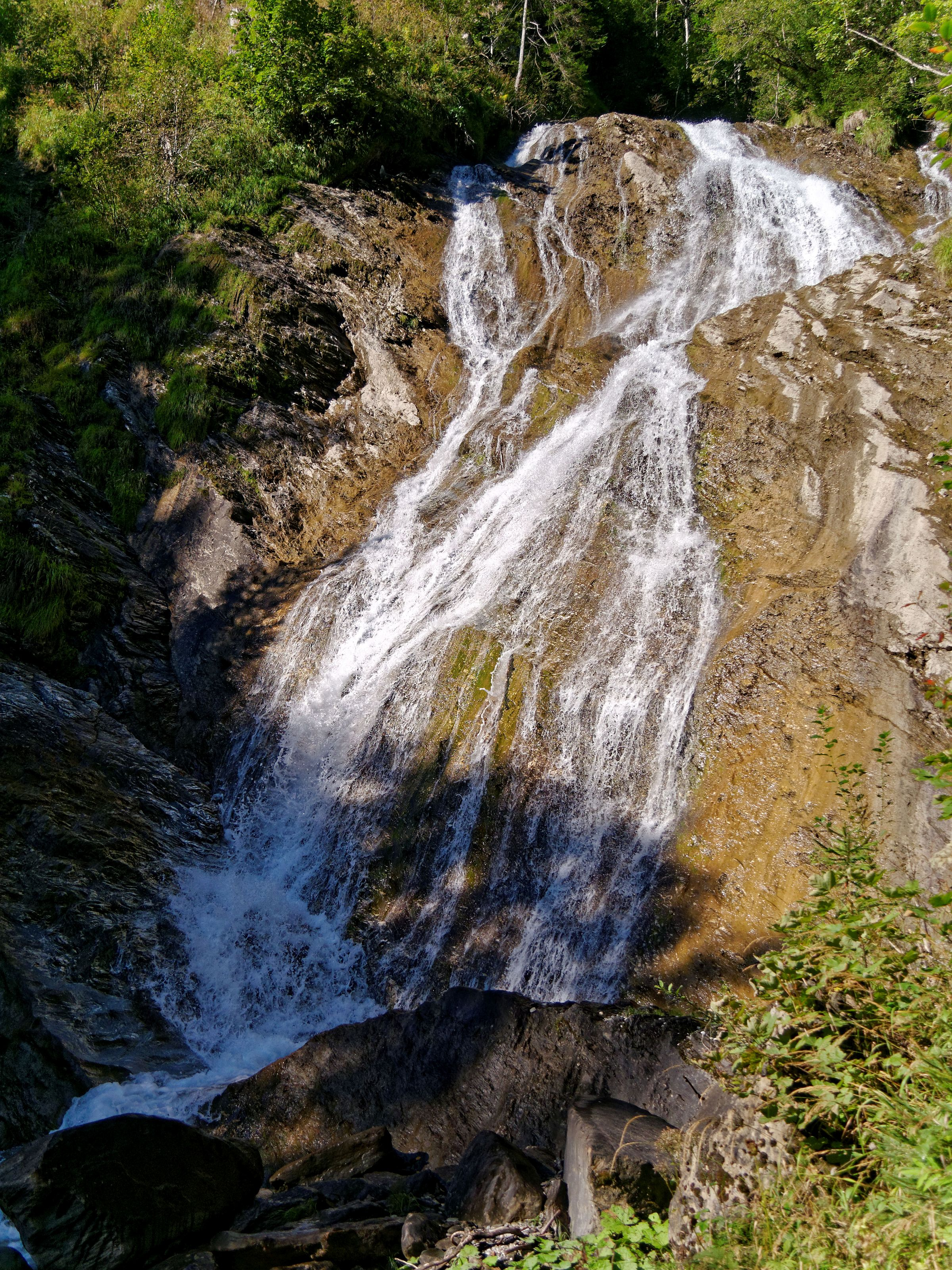
Unterer Hirzbachfall
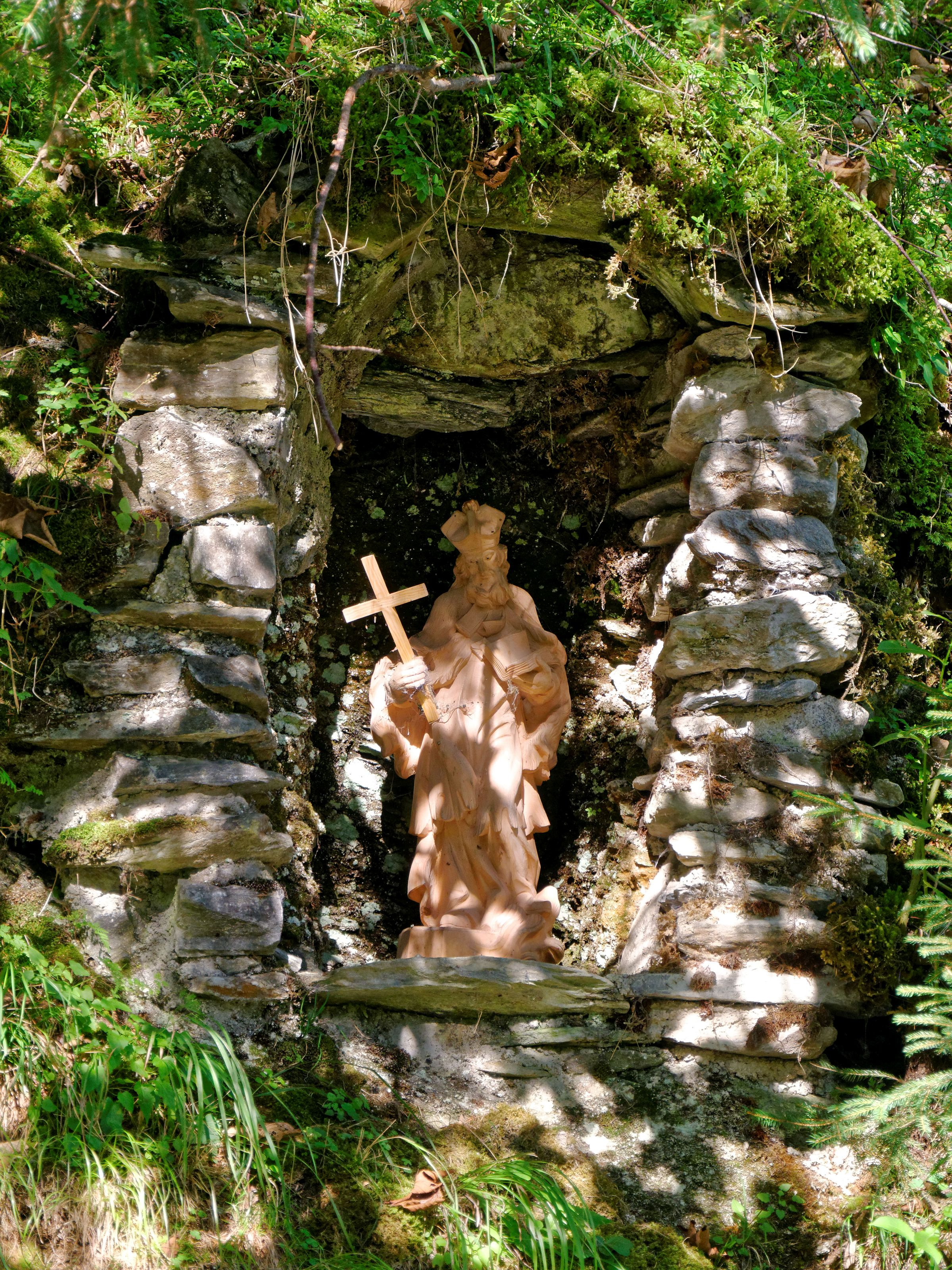
Nepomuk-Grotte am Nepomuk Weg der Sinne